# Craniosquise
Craniosquise é um defeito de desenvolvimento fetal que afeta o crânio. A craniosquise ocorre associada ao não fechamento do neuroporo anterior. Em alguns casos a abóbada craniana não se forma (craniosquise) e o tecido encefálico exposto ao líquido amniótico se degenera, ocasionando a anencefalia.  
Crianças com defeitos cranianos e encefálicos tão graves não podem sobreviver.
Crianças com defeitos relativamente pequenos no crânio, pelos quais herniam meninges e/ou tecido encefálico (meningocele craniana e meningoencefalocele, respectivamente), podem ser tratadas com sucesso.
Nesses casos a magnitude dos déficits neurológicos depende do grau de dano ao tecido encefálico.